# Marek Weber
Marek Weber (Lviv, 24 oktober 1888 – Chicago, 9 februari 1964) was een Duitse violist en orkestleider.

## Zijn jeugd en opleiding
Weber werd op 24 oktober 1888 geboren in Lviv, een stad die toen deel uitmaakte van Oostenrijk-Hongarije, maar nu in het westen van de huidige Oekraïne ligt. In 1906 verhuisde hij naar Berlijn en studeerde aan het Stern'sches Konservatorium.

## Carrière
Al op twintigjarige leeftijd richtte Weber zijn eigen orkest op. Hij werd in 1914 de huisorkestleider van het luxueuze hotel Adlon, gelegen aan de flaneerlaan Unter den Linden, aan de oostkant van de Brandenburger Tor in Berlijn. Vanaf het begin van de jaren twintig van de negentiende eeuw maakte Weber met zijn orkest opnamen, eerst voor de internationale platenmaatschappij Carl Lindström, die in Berlijn was gevestigd, en later voor Deutsche Grammophon, een Duits platenlabel. In 1926 stapte hij over naar de nieuw opgerichte platenmaatschappij Electrola, die onderdeel was van de Engelse Gramophone Company. Weber bevond zich op hetzelfde niveau als artiesten zoals Paul Godwin, Efim Schachmeister, Ben Berlin en Dajos Béla, een Russische jazz violist en orkestleider.
De musicale smaak van Weber was overwegend conservatief en gedurende de beginjaren van zijn orkest was hij vooral bekend door het spelen van Weense walsen. Hij had niets met jazz en verafschuwde de anarchistische inslag ervan. Als orkestleider moest Weber echter moderne stijlen in zijn programma opnemen en daarom had hij in zijn orkest het beste jazz talent opgenomen, zoals de Amerikaanse jazz trompettist Arthur Briggs (1899-1991), de Duitse jazz pianist Martin Roman (1910-1996) en de Nederlandse klarinettist en saxofonist Hans Mossel (1905-1944).
Als vooraanstaande Joodse Duitser werd Weber het doelwit van de nazi's, die zijn muziek als ”ontaarde muziek” beschouwden en daardoor ongewenst. Hij verliet Duitsland eind 1932 en reisde via Londen naar de Verenigde Staten. Hier kreeg hij een vaste positie bij de commerciële radiozender NBC Radio Network.

## Zijn latere leven
Na de Tweede Wereldoorlog kocht Marek Weber een ranch en trok zich terug uit de muziekwereld. Hij vermaakte zijn persoonlijke collectie violen aan de Jacobs School of Music, onderdeel van de Indiana University of Bloomington in Bloomington, Indiana. Hij overleed op 75-jarige leeftijd. Na zijn dood stelde zijn weduwe Anna Weber een eeuwigdurende studiebeurs beschikbaar in zijn naam, waarmee twee violisten (een man en een vrouw) hun opleiding konden volgen.

## Foto's en twee muziekopnamen van Marek Weber

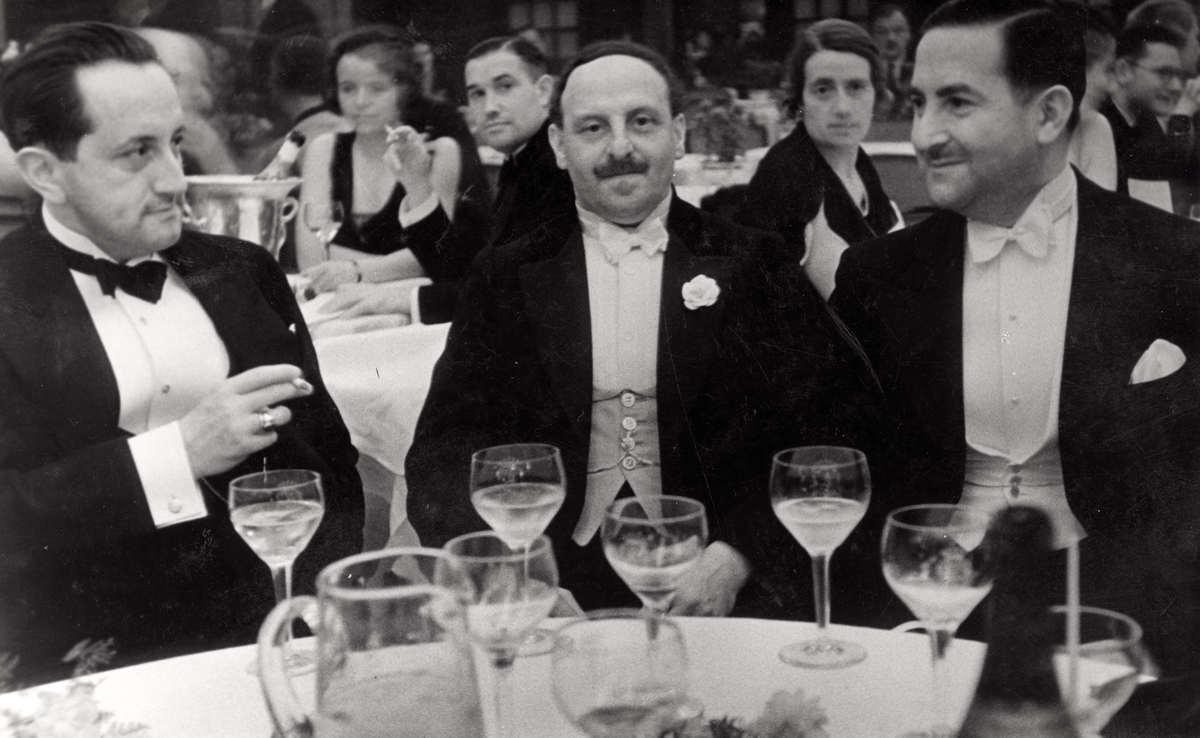
Van links naar rechts: Rudolf Mengelberg, Gerrit van Weezel en Marek Weber, 1932.
- Marek Weber en zijn orkest 
 Polygoon Film (Amsterdam, 1930.)
- Marek Weber en zijn orkest - Liebestraum No. 3 - Franz Liszt.
- Marek Weber en zijn orkest - Das Dreimäderlhaus - deel 1 - Franz Schubert